# Бернард Кон
Берна́рд Кон (англ. Bernard S. Cohn; *13 травня 1928, Нью-Йорк — †25 листопада 2003) — американський антрополог, дослідник британського колоніялізму в Індії.
Ступінь бакалавра з історії здобув у Вісконсинському (1949), а доктора антропології в Корнельському університетах (1954). У 1952—1953 та 1958—1959 роках проводив антропологічні дослідження в Індії яко стипендіат Програми імені Фулбрайта та фонду Рокфелерів. Багато працював у Лондоні в архівах британських колоніальних служб. У 1960—1964 роках очолював кафедру антропології Рочестерського університету (СІНА), а в 1969—1972 роках — факультет антропології Чиказького університету, з яким його наукова кар'єра пов'язана найбільше.
У 1998 році Бернарда Кона обрали членом Американської академії наук і мистецтв. Він автор багатьох книг із колоніальної історії Індії, міждисциплінарних зв'язків історії та антропології, серед яких «Індія: соціальна антропологія однієї цивілізації» (India: The Social Anthropology of a Civilization, 1971), «Антрополог серед істориків та інші есеї» (An Anthropologist Among the Historians and Other Essays, 1987), «Колоніалізм і колоніальні форми знання» (Colonialism and its Forms of Knowledge, 1996). Один з авторів збірки «Винайдення традиції» (1983) та однойменної історичної концепції.
Бернард Кон помер 25 листопада 2003 року у віці 75 років.